# موسی الترجمی
موسی الترجمی (عربی: موسى الترجمي؛ زادهٔ ۸ فوریهٔ ۱۹۹۱) یک ورزشکار اهل عربستان سعودی است.
از باشگاه‌هایی که در آن بازی کرده‌است می‌توان به باشگاه فوتبال الرائد عربستان سعودی اشاره کرد.